# British Club
British Club foi um clube de futebol mexicano já extinto, fundado em 1902, da Cidade do México, que jogou no Campeonato Mexicano de Futebol antes da profissionalização do futebol no país.Tinha como cores preto e branco.

## Historia
o clube foi fundado em 1902 por Percy Clifford um imigrante córnico, que na época era membro do Reforma.
Clifford decidiu dedicar sua vida para se tornar um dos melhores jogadores da Liga Mexicana e mais tarde viria a tornar-se um membro do conselho do clube. A principal apoio econômico era o British Club, um clube esportivo britânico na Cidade do México, que foi fundado em 1899. A equipe jogou seus jogos no parque multifuncional do British Club.
O clube, por vezes, negociava jogadores com o Reforma um dia antes do jogo, a fim de preencher listas de cada clube. Clifford era o gestor do Reforma Athletic Club em 1902. Os dois clubes foram ligados dessa maneira por terem raízes britânicas.
desde sua fundação o British Club foi competitivo com uma grande rivalidade com o Reforma A.C. . No entanto o clube sofreu um declínio em 1912 cada uma das partes ficou aquém dos jogadores e pediu o adiamento de seus compromissos. Os britânicos não conseguia segurar mais, e desapareceu depois da temporada. Apesar de que seus melhores jogadores juntaram forças com a equipe efêmera Popo Park para criar a nova entidade Rovers.

### 1907-1908
no campeonato de 1907-1908 contaria com cinco clubes porem o Puebla A.C. desistiu devido as longas distâncias que teriam que viajar, os participantes além do British Club foram o Reforma que era o atual campeão, o Pachuca e o México Cricket. A equipe ganhou quatro jogos e empatou outros dois foi o primeiro e único titulo de Primera Fuerza do clube, o elenco da equipe era praticamente formado por britânicos.